# 北海道道1051号湧洞線
北海道道1051号湧洞線（ほっかいどうどう1051ごう ゆうどうせん）は、北海道中川郡豊頃町を結ぶ一般道道である。
湧洞沼湖畔を走行する。冬期は全線通行止め。

## 概要

### 路線データ
- 起点：北海道中川郡豊頃町湧洞（湧洞沼）
- 終点：北海道中川郡豊頃町湧洞（国道336号、北海道道318号湧洞豊頃停車場線交点）
- 総距離：9.1 km

## 歴史
- 1984年（昭和59年）3月31日 - 路線認定[1]

## 地理

### 通過する自治体
- 十勝総合振興局
  - 中川郡豊頃町

### 主な接続道路
豊頃町
- 国道336号 - 湧洞（終点）
- 北海道道318号湧洞豊頃停車場線 - 湧洞（終点）